# Ermita de Sant Vicent de l'Alcora
L'Ermita de Sant Vicent és un ermitori ubicat al terme municipal de l'Alcora (Alcalatén, País Valencià). Va ser construït en 1598.
Es tracta d'una construcció de planta rectangular d'una nau i creuer, coberta per volta de canó i cúpula sobre petxines, tambor i llanterna. Disposa de cor alt als peus. En el presbiteri s'observen rajoles de la Fàbrica del Comte Aranda. La decoració és a força de guixeries setcentistes, esgrafiats i amorets d'escaiola, pintures tipus acadèmic valencià.
Pel costat de l'epístola està adossada una espaiosa hostatgeria. Compta amb una curiosa sagristia petxinada, i porxos ferials.